# D-Ream on Volume 1
D:Ream on Volume 1 è l'album di debutto della band britannica D:Ream, pubblicato alla fine del 1993 dalla Magnet Records con la distribuzione della major Warner Music e la gestione della FXU Management.

## Tracce
1. Take Me Away – 3:42 (Peter Cunnah)
2. U R The Best Thing – 6:00 (Peter Cunnah)
3. Unforgiven – 4:21 (Peter Cunnah, Al Mackenzie)
4. I Like It – 4:27 (Peter Cunnah)
5. Glorious – 6:01 (Peter Cunnah, Al Mackenzie)
6. So Long Movin' On – 5:10 (Peter Cunnah)
7. Picture My World – 5:39 (Peter Cunnah)
8. Blame It On Me – 3:43 (Peter Cunnah)
9. Things Can Only Get Better – 4:14 (Peter Cunnah, Jamie Petrie)
10. Star – 4:14 (Peter Cunnah)

## Formazione

### Musicisti
- Peter Cunnah: voce
- Al Mackenzie: tastiera supplementare #9
- Tom Frederikse: piano supplementare #9; organo Hammond #8
- Gary Meek: organo Hammond, piano #9
- Brian Cox: piano #10
- Wendon Davis: congas #10, 8
- Rain Shine: piano originale #8
- Mark Roberts: batteria supplementare #7
- Gaetan: programmazione supplementare #7, 6
- Gerry Ruddock: tromba #6
- Liliana Chacian: voce, parlato in portoghese #5
- Linda Duggan: cori #8, 4, 3, 1
- Jamie Petrie: cori #9, 8
- Donna Gardier: cori #7, 6
- Peter Crooner: cori #9
- Kathleen Pearson-Thomas: cori #9
- Dylis Duku: cori #9
- Delphi Newman: cori #9
- D'Borah Asher: cori #2